# Bunje (Kraggewölbebau)

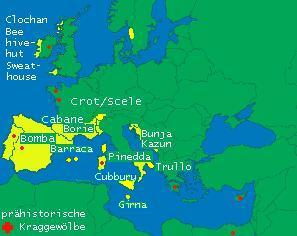
Verbreitungskarte von primitiven Kraggewölbebauten

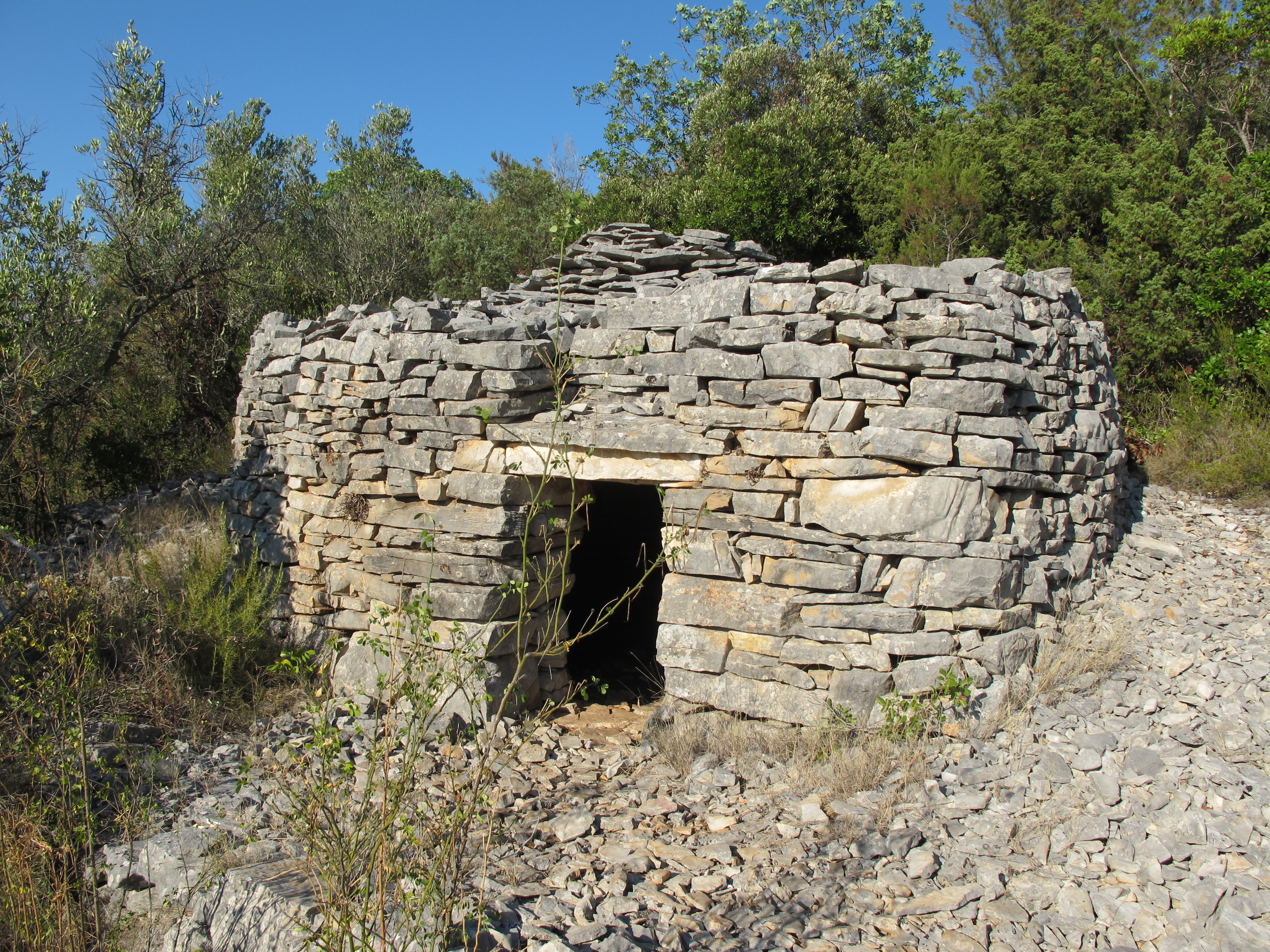
Bunje in der U Maslinica Bucht; Nečujam

Bunje heißen Kraggewölbebauten aus Trockenmauerwerk, die in Dalmatien im Süden Kroatiens zu finden sind. Ihre Besonderheit ist, dass sie wie die Tholos-Bauten in anderen europäischen Ländern (Borie, Girna etc.) eine aus der Vorzeit überkommene Architektur aus unbearbeiteten Feldsteinen darstellen. 
Die steinernen Rundhütten sind ein charakteristisches Wahrzeichen auf den Feldern von Brač, wo sie den Landarbeitern als Schutzhütte dienten. Es gibt freistehende und solche, die in einen Haufen aus Lesesteinen eingebettet sind. Auf der Insel gibt es hunderte. Es gibt welche mit Vorraum und vielen anderen Details, aber auch ganz schlichte. 

## Forschung
Ihre archäologische, architektonische und völkerkundliche Relevanz wurde seit der Mitte des 19. Jahrhunderts erforscht. Der deutsche Gelehrte Gerhard Rohlfs forschte mehr als 30 Jahre über Strukturen mit kuppelförmigen Decken in Europa. 1957 veröffentlichte er das Ergebnis in dem Buch: Primitive Kuppelbauten in Europa. Er vermittelt Informationen über ähnliche Hütten (Trullo) in Italien, auf Sardinien, in Spanien, Portugal, Frankreich, Irland, auf den Hebriden und in anderen Ländern. Er zeigte mittels Vergleich auf, wie sehr das alte Europa von kuppelförmigen Deckenbauten überzogen war. 
Eine andere an der östlichen Adriaseite, insbesondere in Istrien verbreitete Form des rustikalen Kraggewölbebaus ist der Kažun.